# Districtul Sam Roi Yot
Sam Roi Yot (în thailandeză สามร้อยยอด) este un district (Amphoe) din provincia Prachuap Khiri Khan, Thailanda, cu o populație de 47.845 de locuitori și o suprafață de 871,9 km².

## Componență
Districtul este subdivizat în 5 subdistricte (tambon), care sunt subdivizate în 41 de sate (muban).
| Nr. | Name        | Thai name | Sate | Locuitori |  |  |
| 1.  | Sam Roi Yot | สามร้อยยอด | 9    | 6,943     |  |  |
| 2.  | Sila Loi    | ศิลาลอย    | 9    | 10,489    |  |  |
| 3.  | Rai Kao     | ไร่เก่า     | 8    | 12,778    |  |  |
| 4.  | Salalai     | ศาลาลัย    | 8    | 7,184     |  |  |
| 5.  | Rai Mai     | ไร่ใหม่     | 7    | 8,649     |  |  |

1. ↑   (PDF) http://www.ratchakitcha.soc.go.th/DATA/PDF/2538/E/009/66.PDF Lipsește sau este vid: |title= (ajutor)